# Concert du nouvel an 1983 à Vienne
Le concert du nouvel an 1983 de l'orchestre philharmonique de Vienne, qui a lieu le 1er janvier 1983, est le 43e concert du nouvel an donné au Musikverein, à Vienne, en Autriche. Il est dirigé pour la quatrième fois consécutive par le chef d'orchestre américain Lorin Maazel.
Johann Strauss II y est toujours le compositeur principal, mais son frère Josef est représenté avec quatre pièces, et leur père Johann clôt le concert avec sa célèbre Marche de Radetzky.
Deux pièces sur les seize au total sont jouées pour la première fois au concert du nouvel an.

## Programme
Les pièces suivies d'un astérisque (*) sont jouées pour la première fois.

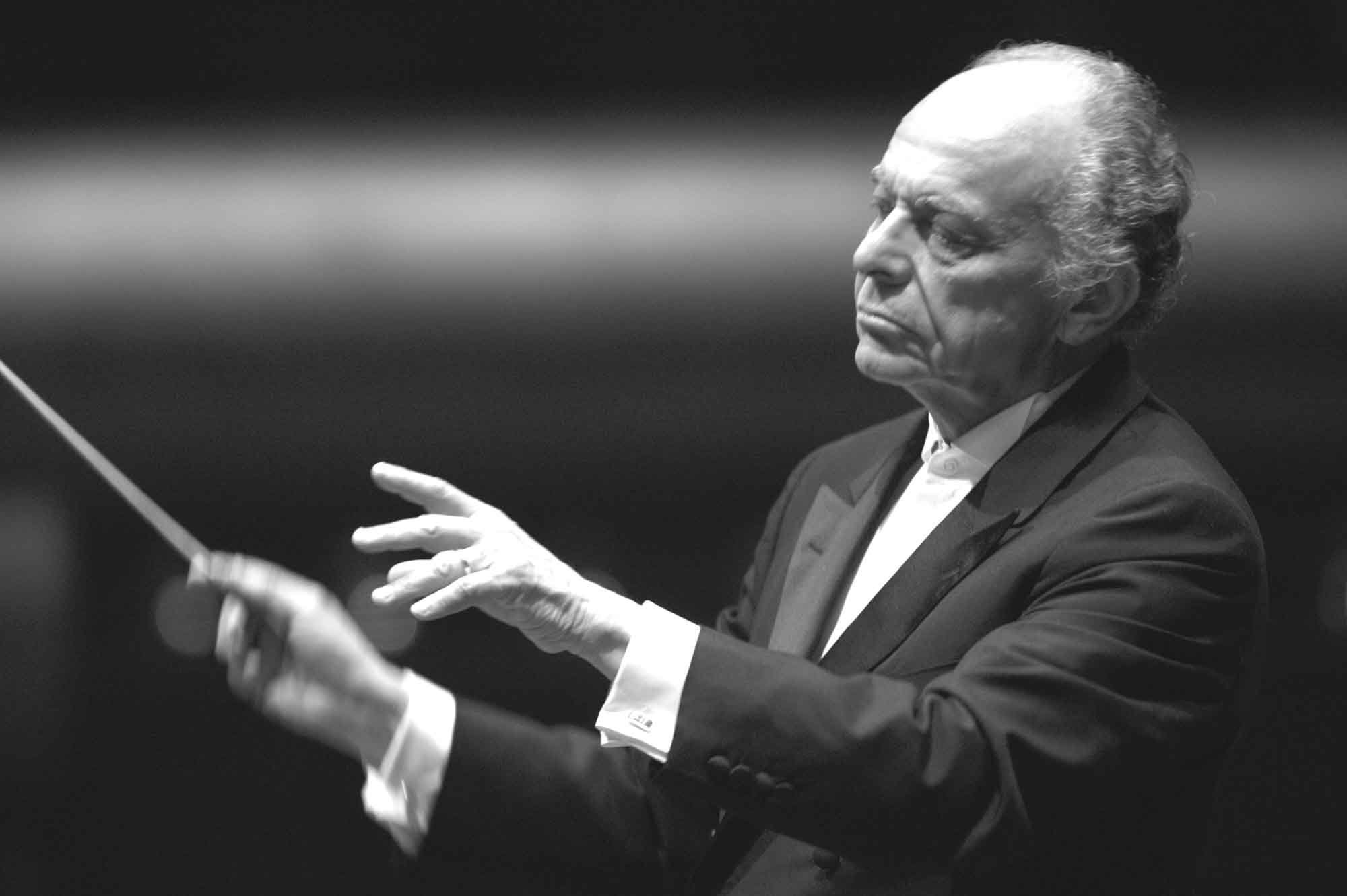
Lorin Maazel (en 2003)

### Première partie
1. Johann Strauss II : ouverture de l'opérette Indigo und die 40 Räuber
2. Josef Strauss : Freuden-Grüsse, valse, op. 128*
3. Josef Strauss : Die Libelle, polka-mazurka, op. 204
4. Josef Strauss :  Vélocipède, polka rapide, op. 259
5. Johann Strauss II : Wiener Bonbons, valse op. 307

### Deuxième partie
1. Johann Strauss II : ouverture de l'opérette Eine Nacht in Venedig*
2. Johann Strauss II : Stadt und Land, polka-mazurka, op. 322
3. Johann Strauss II : Wo die Citronen blüh'n!, valse, op. 364
4. Johann Strauss II : 'S gibt nur a Kaiserstadt, 's gibt nur a Wien!, polka, op. 291
5. Johann Strauss II : Freikugeln, polka rapide, op. 326
6. Johann Strauss II : Histoires de la forêt viennoise, valse, op. 325
7. Josef Strauss : Aus der Ferne, polka-mazurka, op. 270
8. Johann Strauss II : Éljen a Magyar!, polka rapide. op. 332

### Rappels
1. Johann Strauss II : Perpetuum mobile. Ein musikalischer Scherz, scherzo, op. 257
2. Johann Strauss II : Le Beau Danube bleu, valse, op. 314
3. Johann Strauss : Marche de Radetzky, marche, op. 228